# Laureles del Campanario
Laureles del Campanario es una localidad del estado mexicano de Jalisco. Es parte del municipio de Lagos de Moreno.

## Demografía
| Censo | Población |
| ----- | --------- |
| 2010  | 1 755     |
| 2020  | 4 762     |